# Zawierszany
Zawierszany (biał. Завяршаны, Zawiarszany; ros. Завершаны, Zawierszany) – wieś na Białorusi, w obwodzie brzeskim, w rejonie kamienieckim, w sielsowiecie Widomla.

## Historia
W XIX i w początkach XX w. wieś i chutor położone w Rosji, w guberni grodzieńskiej, w powiecie brzeskim, w gminie Turna. Chutor należał wówczas do hr. Grabowskich.
W dwudziestoleciu międzywojennym leżały w Polsce, w województwie poleskim, w powiecie brzeskim, w gminie Turna. W 1921 miejscowość liczyła 207 mieszkańców, zamieszkałych w 44 budynkach, w tym 146 Białorusinów i 61 Polaków. 158 mieszkańców było wyznania prawosławnego i 49 rzymskokatolickiego.
Po II wojnie światowej w granicach Związku Sowieckiego. Od 1991 w niepodległej Białorusi.

## Ludzie związani z miejscowością
- Nina Cielabuk – białoruska lekarka, ekonomistka i polityczka; urodzona w Zawierszanach